# غاري غريفز
غاري غريفز (بالإنجليزية: Gary Greaves)‏ هو لاعب كرة قدم أمريكية أمريكي، ولد في 28 أكتوبر 1935 في بيتسبرغ في الولايات المتحدة.

## وصلات خارجية
- غاري غريفز على موقع مرجع كرة القدم المحترفة.كوم (الإنجليزية)
- غاري غريفز على موقع JustSportsStats.com (الإنجليزية)